# 葉非比
葉非比（1965年10月23日—），中華民國外交官，基督徒，現任駐馬來西亞代表，曾任中華民國外交部領事事務局局長、中華民國外交部國際合作及經濟事務司司長、駐印度尼西亞副代表（公使級）、中華民國外交部外交及國際事務學院主任秘書（原「外交部外交領事人員講習所」副所長）、外交部新聞文化司副司長，並為當時外交部最年輕女性發言人，受跨黨派重用。葉非比於研究所畢業後，1989年通過外交特考進入外交部服務。葉曾短暫調往陸委會、國安會任職，後又被召回外交部工作。

## 外部連結
- 中華民國外交部全球資訊網-主管簡歷-葉非比 （页面存档备份，存于）